# Ledena dvorana Boljšoj
Ledena dvorana Boljšoj je višenamjenska dvorana u Sočiju, u Rusiji. Otvorena je 2012., nakon 3 godine gradnje. Izgledom posjeća na Fabergéovo jaje. Kapaciteta je oko 12.000 gledatelja.
Zajedno s Arenom Šajba, od koje je udaljena oko 300 metara, ugostit će neke utakmice hokeja na ledu tijekom Zimskih olimpijskih igara 2014. u Sočiju. Nakon završetka Igara služit će za održavanje športskih događaja i koncerata.